# Gorsachius
Gorsachius és un gènere d'ocells de la família dels ardèids (Ardeidae). Les diferents espècies d'aquests martinets de nit, s'estenen per les zones humides d'Àfrica, sud-est asiàtic i Àsia oriental.

## Llistat d'espècies
Se n'han descrit quatre espècies dins aquest gènere:
- martinet de nit del Japó (Gorsachius goisagi).
- martinet de nit magnífic (Gorsachius magnificus).
- martinet de nit de Malàisia (Gorsachius melanolophus).